# Super Pescar
Super Pescar este o revistă de nișă din România.
A fost lansată în ianuarie 2010, de fosta echipă a revistei Aventuri la pescuit, care a demisionat în decembrie 2009.
Din echipă făcea parte și Cristi Vezure, care a înființat „Aventuri la pescuit”.